# إنريكي رودريغيز
إنريكي رودريغيز (بالإسبانية: Enrique Rodríguez Cal)‏ (19 نوفمبر 1951 بكارينيو في إسبانيا - 23 نوفمبر 2022) هو ملاكم إسباني، صنّف ضمن فئة وزن الذبابة. شارك في الألعاب الأولمبية الصيفية 1976 والألعاب الأولمبية الصيفية 1972.

## وصلات خارجية
- إنريكي رودريغيز على موقع بوكس ريك (الإنجليزية) (registration required)
- إنريكي رودريغيز على موقع أوليمبيديا (الإنجليزية)
- إنريكي رودريغيز على موقع اللجنة الأولمبية الإسبانية (الإسبانية)